# Schwebe (Huf)
Als Schwebe bezeichnet man das Wegschneiden oder -brennen eines Teils des Tragerandes am Pferdehuf. Dadurch wird der entsprechende Teil der Hufwand nicht mehr belastet und „schwebt“ über dem Hufeisen. Eine Schwebe wird bei Hornspalten, loser Wand oder Hohler Wand angebracht. Darüber hinaus kann eine Schwebe bei Trachtenzwang angelegt werden. Dabei wird die Hufwand zwischen Eckstrebe und Seitenwand gekürzt, so dass die Trachte nicht mehr in Kontakt zum Hufeisen steht und wie beim Hufmechanismus frei zur Seite ausweichen kann.